# منعم فرات
منعم بربوت وادي (1900 - 1972) المعروف في الوسط الفني بـ منعم فرات وهو رسام وكاتب وفنان تشكيلي عراقي.

## حياته
ولد الفنان منعم فرات في بغداد محلة الشيخ علي بجانب الكرخ عام 1900، تعلم القراءة والكتابة وحفظ القران الكريم بواسطة الكتاتيب، وعمل مزارعاً في أرضه، في سن 18 ذهب الى بغداد وفي طريقه مرّ للتجول في المتحف ورؤية المنحوتات السومرية، وأصبح يفكر في النحت فذهب وجاء بصخرة وأدوات إلى المزرعة وبدأ ينحت فحولها إلى رأس إنسان فهنأ نفسه ووقرر أن يصبح نحاتاً. كان يتردد على المتحف العراقي حيث نسخ أعمالاً مختارة لعمل منحوتات يمكن بيعها للتجار والمحلات التجارية، رفع مدير المتحف دعوى قضائية ضده بسبب هذا النسخ غير المصرح به، لكن القضية رُفضت. وكثيرا ما كان يتعرض لمضايقات من قبل النظام وكانت أعماله تصادر من وقت لآخر. اعتقل لقيامه بعمل تمثال لرئيس الوزراء آنذاك، عبد المحسن السعدون، لكن أطلق سراحه بعد ذلك بوقت قصير.
شارك في إيطاليا عام 1966 بمهرجان الفن الفطري العالمي وعرض 10 إعمال نحتية التي مثلت بوجوه الطيور ومختلف الحيوانات والكائنات الخرافية وموضوعات اخرى تمثل طابع انساني وحصد خلال المهرجان عدة جوائز منها شهادة دبلوم تثميناً لإعماله.
ألف أكثر من ثلاثون كتابا منها (ايهل الراقد)، (العاجزون في الأرض) و(اللؤلؤة والصراع العنيد). حصل منعم فرات على الجائزة الاولى بدرجة ممتازة في المهرجان الدولي الثالث للفنون الفطرية الذي أقيم بمدينة براتيسلافا، سلوفاكيا، في بداية شهر ايلول عام 1972 وشارك فيه (55) فناناً.
قال عنه الناقد الفني الإطالي، ألبرتو جاتين: «لم يستعمل منعم فرات تلك الدروس التي استوعبها من التماثيل السومرية والأشورية بوصفها زخرفة عابرة، ولم يتخذ منها مظاهر سوقية كما حدث لكثير من فناني أوربا ولم يكن مندفعاً في اعماله لكي يعيد ذكرى أزمان عابرة لكنه يعمل ليعيد تلك الكائنات الفطرية للحياة».

## وفاته
توفي في 7 أغسطس 1972 بحادث سيارة، وبعد وفاته بفترة وجيزة، عُرضت عشرة من تماثيله في المعرض الدولي: Triennale of Primitive Art من 10 سبتمبر - 10 أكتوبر 1972 في براتيسلافا، حيث حصل على جائزة فخرية خاصة ودبلوم تقديراً لعمله الفني.